# Антинаука
Антинаука је скуп ставова који укључују одбацивање науке и научног метода. Људи који имају антинаучне ставове не прихватају науку као објективан метод који може да генерише универзално знање. Антинаука се обично манифестује кроз одбацивање научних идеја као што су климатске промене и еволуција. Такође укључује псеудонауку, методе које тврде да су научне, али одбацују научни метод. Антинаука води ка веровању у теорије завере и алтернативну медицину. Недостатак поверења у науку је повезан са промоцијом политичког екстремизма и неповерења у медицинске третмане.

## Историја
У раним данима научне револуције, научници попут Роберта Бојла (1627–1691) нашли су се у сукобу са Томасом Хобсом (1588–1679), који су били скептичи по питању тога да ли је наука задовољавајући начин да се стекне истинско знање о свету.

Иан Шапиро сматра Хобсов став антинаучним:
У својим „Шест лекција за професоре математике”, објављених 1656, Хобс је разликовао „доказива” поља, као „оне за које је конструкција предмета у власти самог уметника”, од „недоказивих”, „где треба тражити узроке”. Можемо знати само узроке онога што правимо. Дакле, геометрија је доказива, јер „линије и фигуре из којих замишљамо су нацртане и описане од стране нас самих” и „грађанска филозофија је доказива, јер ми сами стварамо државу”. Али о природном свету можемо само да спекулишемо, јер „ми не познајемо конструкцију, већ је тражимо од ефеката”.
У својој књизи „Редукционизам: Анализа и пуноћа стварности” објављеној 2000. године, Ричард Х. Џонс је написао да је Хобс „изнео идеју о значају нерационалног у људском понашању”. Џонс наставља да групише Хобса са другима које сврстава у „антиредукционисте” и „индивидуалисте”, укључујући Вилхелма Дилтаја(1833–1911), Карла Маркса (1818–1883), Џеремија Бентама (1748–1832) и Ј. С. Мила (1806–1873). ), касније додајући на листу Карла Попера (1902–1994), Џона Ролса (1921–2002) и Едварда О. Вилсона (1929–2021).
Жан-Жак Русо је у свом делу „Дискурс о уметности и науци” (1750) тврдио да наука може довести до неморала. „Русо тврди да је напредак науке и уметности изазвао корупцију врлине и морала” и његова „критика науке има много тога да нас научи о опасностима укљученим у нашу политичку посвећеност научном напретку и о начинима на које будућа срећа човечанства би могла бити осигурана”. Ипак, Русо у својим Дискурсима не наводи да су науке нужно лоше, и наводи да личности попут Ренеа Декарта, Франсиса Беjкона и Исака Њутна треба високо поштовати. У закључку Дискурса каже да ови (поменути) могу да култивишу науке до велике користи, а да је исквареност морала највише због лошег утицаја друштва на научнике.
Вилијам Блејк (1757–1827) је снажно реаговао у својим сликама и списима против дела Исака Њутна (1642–1727) и сматра се да је можда најранији (и готово сигурно највише) истакнут и трајан пример онога што историчари виде као естетски или романтичарски антинаучни одговор. На пример, у својој песми „Предосећаји невиности” из 1795. године, Блејк описује прелепог и природног црвендаћа, кога неко може протумачити као заробљеног у као материјалистички клетки Њутнове математике и науке. Блејкова слика Њутна приказује научника „као заведеног хероја чији је поглед усмерен само ка стерилним геометријским дијаграмима нацртаним на тлу”. Блејк је мислио да „Њутн, Бекон и Лок са својим нагласком на разуму нису ништа више од „три велика учитеља атеизма, или Сатанска доктрина”... Слика напредује од бујности и боје на левој страни, до стерилности и црнила на десној. По Блејковом мишљењу, Њутн не доноси светлост, већ ноћ”. У песми из 1940. В.Х. Ауден сумира Блејкове антинаучне ставове говорећи да је он „прекинуо односе у клетви, са Њутновим Универзумом”.
Један недавни Њутнов биограф сматра га више ренесансним алхемичарем, природним филозофом и мађионичаром, а не правим представником научног илуминизма, како су га прогласили Волтер(1694–1778) и други Њутнови подржаваоци.
Питања антинауке се сматрају фундаменталним разматрањем у историјском преласку иy „преднауке” или „протонауке” као што је то очигледно у алхемији. Многе дисциплине које претходе широком усвајању и прихватању научних метода, попут геометрије и астрономије, не сматрају се антинаучним. Међутим, неке ортодоксије унутар оних дисциплина које претходе научном приступу (као што су оне које су одбачене открићима Галилеја (1564–1642)) сматрају се производом антинаучног става.
Фридрих Ниче у свом делу „Весела наука” (1882) доводи у питање научни догматизам:
„[...] у науци, уверења немају права грађанства, као што се с разлогом каже. Тек када одлуче да се спусте на скромност хипотезе, привременог експерименталног гледишта, регулативне фикције, можда им буде одобрен улазак и чак одређену вредност у оквиру знања – мада увек уз ограничење да остају под полицијским надзором, под надзором сумње. Али зар то не значи, прецизније размотрено, да уверење може прихватити наука тек кад престане да буде уверење? Зар дисциплина научног духа не би почела баш овим, више не дозвољавајући себи никаква уверења? Вероватно је тако. Али још увек се мора питати да ли није случај да, како би та дисциплина могла да почне, морал је већ постојати уверење, чак и такво које је наређивало и безусловно жртвовало сва друга уверења зарад своје сопствене користи. Јасно је да и наука почива на вери, нема науке „без претпоставки”. Питање да ли је истина потребна, не само да се унапред потврди, већ и потврђена до те мере да се изрази принцип, вера, уверење: „ништа није потребно више од истине и у односу на њу, све остало има само другоразредну вредност”.
Термин „сцијентизам“, који потиче из научних студија, је усвојен и користе га социолози и филозофи науке како би описали ставове, веровања и понашање снажних заговорника примене наводно научних концепата изван њених традиционалних дисциплина. Конкретно, сцијентизам промовише науку као најбољи или једини објективни начин за одређивање нормативних и епистемолошких вредности. Појам сцијентизам се обично користи критички, имплицирајући козметичку примену науке у неоправданим ситуацијама које се сматрају неприкладним за примену научног метода или сличних научних стандарда. Реч се обично користи у пежоративном смислу, а односи се на појединце за које се чини да науку третирају на сличан начин као и религију. Појам редукционизам се повремено користи на сличан пежоративан начин, као суптилнији напад на научнике. Међутим, неки научници се осећају пријатно када се називају редукционистима, док се слажу да можда постоје концептуалне и филозофске мањкавости редукционизма.
Међутим, нередукционистички погледи на науку су формулисани у различитим облицима у неколико научних области као што су статистичка физика, теорија хаоса, теорија сложености, кибернетика, теорија система, системска биологија, екологија, теорија информација, итд. Таква области имају тенденцију да претпоставе да снажне интеракције између јединица стварају нове феномене на „вишим” нивоима који се не могу објаснити искључиво редукционизмом. На пример, није вредно (или тренутно могуће) описати партију шаха или мреже гена користећи квантну механику. Емергентистичка перспектива науке („Више је другачије”, по речима нобеловца из 1977. године, физичара Филипа В. Андерсона) је инспирисана својом методологијом европским друштвеним наукама (Диркем, Маркс) које теже да одбаце методолошки индивидуализам.

## Политика
Елис Аменд и Дарин Барни тврде да иако антинаука може бити дескриптивна ознака, она се често користи као реторичка, јер се ефикасно користи за дискредитацију нечијих политичких противника и стога оптужбе за антинауку нису нужно оправдане.

### Секуларизам

#### Левица
Један од израза антинауке је  „опорицање универзалности и легитимизација алтернатива”  и да резултати научних открића не представљају увек неку основну стварност, већ могу само одражавати идеологију доминантних група у друштву. Алан Сокал наводи да ово виђење повезује науку са политичком десницом и да се сматра као систем веровања који је конзервативан и конформистички, који потискује иновације, који се одупире променама и који делује диктаторски. То укључује гледиште, на пример, да наука има „буржоазијски и/или евроцентрични и/или мушки поглед на свет”.
Антинуклеарни покрет, често повезан са левицом, критикован је због прецењивања негативних ефеката нуклеарне енергије и потцењивања еколошких трошкова не-нуклеарних извора који могу бити спречени коришћењем нуклеарне енергије. Противљење генетички модификованим организмима (ГМО) такође је повезано са левицом.

#### Десница
Порекло антинаучног мишљења може се пратити уназад до реакције романтизма на просветитељство - овај покрет се често назива „контрапросветитељством”. Романтизам истиче да су интуиција, страст и органске везе са природом основне вредности и да је рационално размишљање само производ људског живота. Постоји много савремених примера конзервативних полемика против науке. Међу њима су полемике о еволуционој биологији, космологији, историјској геологији и абиогенеза која се предају у средњим школама, као и еколошка проблеми везани за глобално загревање и енергетску кризу.
Карактеристике антинауке повезане са десницом укључују позивање на теорије завере како би се објаснило зашто научници верују у оно у шта верују, покушавајући да поткопају поверење или моћ која се обично повезује са науком, на пример, у теоријама завере о глобалном загревању.
У модерном добу, тврди се да десничарска политика носи тенденцију против науке. Док су неки сугерисали да је ово урођено или десничарима или њиховим веровањима, други тврде да је то „чудност” историјског и политичког контекста у којем су научна открића довела у питање или изгледа да доводе у питање погледе на свет десничара уместо левичара.

### Религија
Антинаука се може сматрати зависном од верских, моралних и културних аргумената. За овакву врсту верске антинаучне филозофије, наука је противспиритуална и материјалистичка сила која подрива традиционалне вредности, етнички идентитет и акумулирано историјско знање у корист разума и космополитизма. Посебно се истичу традиционалне и етничке вредности које подсећају на теологију супериорности беле расе и хришћанске идентитетске теологије, али слична десничарска гледишта развијена су и од радикално конзервативних секти ислама, јудаизма, хиндуизма и будизма. Нове верске покрете попут Новог доба такође критикују научни поглед на свет сматрајући да фаворизује редукционистичку, атеистичку или материјалистичку филозофију.
Чест основ антинаучних сентимента је религиозни теизам са дословним тумачењем светих текстова. Овде се научне теорије које су у супротности са оним што се сматра божански надахнутим знањем сматрају мањкавим. Током векова, верске институције биле су оклевајуће у прихватању таквих идеја као што су хелиоцентризам и орбита јер су се супротстављали доминантном тумачењу разних пасуса светих списа. Недавно, тело стваралачких теологија познатих колективно као креационизам, укључујући телеолошку теорију интелигентног дизајна, промовисано је од стране религијских теиста као одговор на процес еволуције путем природне селекције.
У мери у којој су покушаји превазилажења антинаучна осећања пропали, неки тврде да је потребан другачији приступ заговарању науке. Један такав приступ тврди да је важно развити прецизније разумевање оних који одбијају науку, избегавајући стереотипизирање као назадних и необразованих, као и покушај да се допре преко оних који деле културне вредности са циљном публиком, попут научника који имају верска уверења.

## Области
Постоји култ незнања у Сједињеним Америчким Државама и увек га је било. Струја антиинтелектуализма је стална нит која се провлачи кроз наш политички и културни живот, негована лажном идејом да демократија значи да „Mоје незнање вреди једнако као твоје знање”.

Исак Асимов, „A Cult of Ignorance”, Newsweek, 21. januar 1980.
Историјски гледано, антинаука је прво настала као реакција на научни материјализам. Просветитељство из 18. века увело је „идеал јединственог система свих наука”, али су постојали они који су се плашили овог појма, који су „осећали да ограничења разума и науке, једног јединственог свеобухватног система, на неки начин сужавају, представљају препреку њиховом виђењу света, окове за њихову машту или осећања”. Антинаука је дакле „одбацивање научног модела или парадигме, са његовом снажном импликацијом да је само оно што је било квантификовано, мерљиво, било стварно”. У том смислу, она обухвата „критички напад на укупну тврдњу новог научног метода да доминира читавим пољем људског знања”. Међутим, научни позитивизам, односно логички позитивизам, не пориче стварност неизмерљивих појава, само тврди да те појаве не би требало да буду адекватни за научно истраживање. Осим тога, позитивизам, као филозофски основ научног метода, није сагласан нити чак доминантан у научној заједници (за више информација погледајте: Филозофија науке).
Недавни развој догађаја и дискусије о антинаучним ставовима откривају колико су ова уверења дубоко повезаана са друштвеним, политичким и психолошким факторима. Студија која је објављена од стране „Ohio State News”, 11. јула 2022. године, идентификовала је четири основна темеља на којима се заснивају антинаучна уверења: сумње у веродостојност научних извора, идентификација са групама које заступају антинаучне ставове, сукоби између научних порука и личних уверења и неслагања између презентације научних порука и начина размишљања појединаца. Ови фактори се погоршавају у тренутној политичкој клими, где идеологија значајно утиче на прихватање науке, посебно у темама које су постале политички поларизоване, попут вакцина и климатских промена. Политизација науке представља значајан изазов за јавно здравље и безбедност, посебно у управљању глобалним кризама попут пандемије Ковид-19.
Следећи цитати истражују овај аспект четири главне области антинауке: филозофија, социологија, екологија и политика.

### Филозофија
Филозофске примедбе против науке често се односе на улогу редукционизма. На пример, у области психологије, „редукционисти и антиредукционисти прихватају да немолекуларна објашњења можда не могу бити побољшана, исправљена или утемељена на молекуларним”. Осим тога, „епистемолошки антиредукционизам сматра да, имајући у виду наше ограничене менталне способности, не бисмо били способни да схватимо коначно физичко објашњење многих комплексних појава, чак и бисмо знали законе који управљају њиховим коначним саставним деловима”. Неки виде антинауку као „уобичајену, у академским окружењима, многи људи виде да постоје проблеми у разграничењу између науке, поверења у ефикасност научног знања и техника и псеудонауке што доводи до антинаучног става. Неки тврде да се ништа не може са сигурношћу знати”.
Многи филозофи су „подељени око тога да ли редукција треба да буде централна стратегија за разумевање света”. Међутим, многи се слажу да „постоје, ипак, разлози због којих да наука открије особине и објашњења која нису редукционистичка. Такви проблеми потичу „из антиредукционистичке забринутости да не постоји апсолутно схватање стварности, односно карактеризација стварности какву наука тврди да пружа”.

### Социологија
Социолог Томас Гирин се осврће на „неке социологе који се могу чинити антинаучним”. Он тврди, да неки „филозофи и антинаучни типови” можда су представили „нестварне слике науке које угрожавају веродостојност научног знања” или изгледа да су деловали „превише далеко у својим антинаучним деконструкцијама”. Често је питање колико се научници придржавају стандардне идеје „комунализма, универзализма, незаинтересованости, оригиналности и скептицизма”. „Научници се не придражавају увек, научници се занесу због својих омиљених теорија, ослањају се на репутацију при оцењивању научниковог рада, теже слави и добити путем истраживања”. Стога, могу показати инхерентне пристрасности у свом раду. „Многи научници нису толико рационални и логични као што би то легенда рекла, нити су тако нелогични или ирационални као што би неки релативисти могли да кажу”.

### Екологија и здравствена сфера
У еколошкој и здравственој сфери, Ричард Левинс идентификује сукоб „не између науке и антинауке, већ између различитих праваца за науку и технологију, између комодификоване науке зарад профита и благе науке за хуманитарне циљеве, између наука најмањих делова и наука динамичких целина... Нуди предлоге за холистички, интегрални приступ разумевању и решавању еколошких проблема”. Ова уверења су такође уобичајена у научној заједници, при чему су научници истакнути у еколошким кампањама које упозоравају на опасности по околину попут оштећења озонског омотача и ефекта стаклене баште. Такође се може тврдити да ова верзија антинауке долази близу оне која се налази у медицинској сфери, где пацијенти и практиканти могу одбацити науку и усвојити псеудонаучни приступ здравственим проблемима. То може бити и практични и концептуални помак и изазвати снажну критику. На пример „терапијски додир, техника лечења заснована на полагању руку, широко је прихваћена у професији медицинских сестара упркос недостатку научне веродостојности. Прихватање ове технике указује на шири антинаучни тренд у медицинском лечењу”.
Глејзер такође критикује терапеуте и пацијенте „због напуштања биолошких основа медицинске сестре и погрешног тумачења филозофије у служби антинаучног погледа на свет”. Насупрот томе, Брајан Мартин критикује Гроса и Левита говорећи „да је њихов основни приступ напад на конструктивисте, што нису позитивисти” и да се наука „представља као јединствени објекат, обично идентификован са научним знањем. Она је приказана као неутрална и објективна. Друго, тврди се да је наука под нападом антинауке која је суштински састављена од идеолога који представљају претњу неутралности и објективности које су фундаменталне за науку. Треће, врши се високо селективан напад на аргументе антинауке”. Такви људи наводно „рутински изједначавају критику научног знања са непријатељством према науци што представља скок који је логички неодржив и емпиријски сумњив”. Након што су тада „изградили два вештачка ентитета, јединствену науку и јединствени „академски левицизам”, сваки редукован на епистемолошке суштине, Грос и Левит настављају са нападом. Они издвајају представнике из неколико области: студије науке, постмодернизам, феминизам, енвироментализам, активизам против сиде и критикују њихове критике науке”.
Писања Јанга служе као илустрација више антинаучних погледа: „Снага антинаучног покрета и алтернативне технологије је у томе што су њихови заговорници успели да задрже утопијску визију док су истовремено покушавали да створе конкретне инстанце исте”. „Стварне друштвене, идеолошке и економске силе које обликују науку су биле противне до те мере да су биле потиснуте на многим местима. Већина научника је мрзи и назива је антинауком. Али она је хитно потребна, јер чини науку самосвесном и надамо се критичном и одговорном у односу на силе које обликују истраживачке приоритете, критеријуме, циљеве”.
Генетски модификована храна такође изазива антинаучнo осећање. Општа јавност је недавно постала свеснија опасности лоше исхране, јер је било бројних студија које показују да су ова два неповратно повезана. Антинаука тврди да је наука непоуздана, јер никада није потпуна и увек се ревидира, што би могао бити вероватан разлог за страх који општа јавност има од генетски модификоване хране упркос научном уверавању да је таква храна безбедна.
Антивакцинисти се ослањају на све што им дође под руку, презентујући неке од својих аргумената као научне; међутим, део њиховог приступа укључује и елементе антинауке.

### Политика
Политиколог Том Николс, са „Harvard Extension School” и „U.S. Naval War College”, указује на то да је скептицизам према научној стручности све више постао симбол политичког идентитета, посебно унутар конзервативних кругова. Овај скептицизам није само резултат дезинформација, већ одражава и шири културни помак ка смањењу поверења у стручњаке и ауторитативне изворе. Ова тенденција доводи у питање традиционалну неутралност науке, позиционирајући научна уверења и чињенице унутар контроверзног поља политичке идеологије.
На пример, пандемија Ковид-19, показала је у којој је мери наука политизована, кроз супротне реакције на јавно здравствене мере и прихватање вакцина. Таква поларизација сугерише да за неке, одбијање научног консензуса или смерница јавног здравља, представља израз политичке припадности или скептичности према перципираним ауторитетима.
Ова политизација науке отежава напоре у решавању криза јавног здравља и подрива шири друштвени уговор који лежи у основи научних истраживања и њихове примене за јавно добро. Изазов није само у борби против дезинформација, већ и у премошћавању идеолошких подела које утичу на поверење јавности у науку. Стратегије за супростављање антинаучним ставовима можда ће морати да обухвате више од само представљања чињеничних информација, можда ће такође бити потребно да се ангажују са основним друштвеним и психолошким факторима који доприносе овим ставовима, подстичући дијалог који признаје различите ставове и тражи заједнички језик.

## Медија антинауке
Главни антинаучни медији укључују портале „Natural News”, „Global Revolution TV”, „TruthWiki.org”, „TheAntiMedia.org” and GoodGopher”.  Антинаучни ставови су, такође, подржани на друштвеним мрежама од стране организација за које се зна да подржавају лажне вести, као што су веб бригаде.